# Pinheiro-larício
O pinheiro-larício (Pinus nigra) é uma espécie de pinheiro originária do Velho Mundo, mais precisamente da região da Europa e Mediterrâneo, especificamente, da Espanha até a Turquia e nas montanhas do Atlas do noroeste da África. Pode ser encontrado do nível do mar até 2 000 m de altitude, mais comumente entre 250 e 1 600 m..
É uma grande árvore, podendo possuir entre 20 a 55 m de altura quando maturo, atingindo uma altura média de 17 m aos 40 anos de idade. As suas sementes maturas possuem 5–10 cm de comprimento. As suas sementes são dispersas em outubro e novembro. Cresce com velocidade moderada, entre 30–70 cm ao ano, e possui no geral um formato cônico, tornando-se cada vez mais irregular com o tempo. Possui um longo tempo de vida, podendo viver mais de 500 anos. Não tolera sombras, necessitando de Sol forte para crescer bem, mas é resistente contra neve e baixas temperaturas, podendo resistir temperaturas de -30 graus. O pinheiro-larício é uma fonte importante de madeira na Europa.
Em Portugal, o Pinus nigra designa-se vulgarmente por pinheiro-negro ou pinheiro-da-áustria. Há a destacar o facto de existir a subspécie larício. É importante fazer a distinção entre pinheiro-larício e o lariço-europeu (Larix decidua) que também é uma árvore importante na Europa.

## Ligações externas

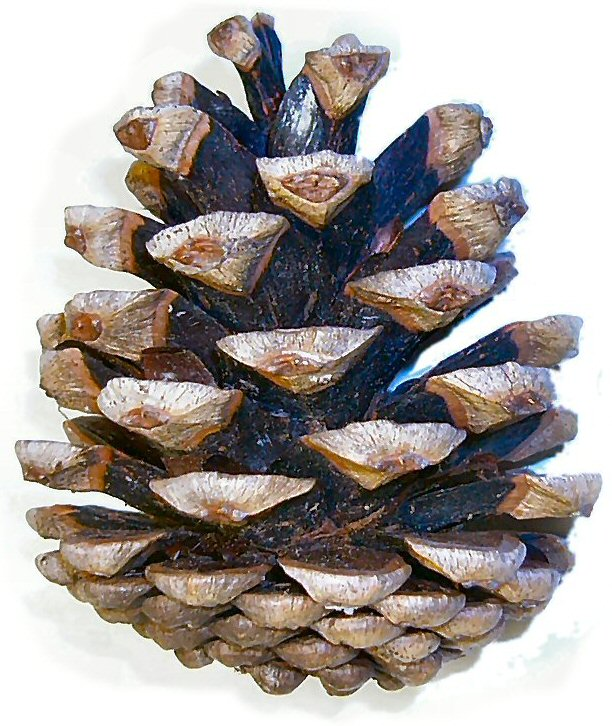
Pinha da espécie Pinus nigra